# NK Mladost 1977 Banovci
NK Mladost je bivši nogometni klub koji je osnovan 1977. godine. U svojoj posljednjoj sezoni 2010./11. natjecao se u 3. ŽNL Brodsko-posavska, te osvojio treće mjesto. Jedan od najvećih uspjeha ovog kluba ostvaren je u sezoni 2004./05. kada je postao prvak 3. ŽNL i plasirao se u 2. ŽNL BPŽ.